# Worapoj Petchkoom
Worapoj Petchkoom (en tailandés: วรพจน์ เพชรขุ้ม; rtgs: Woraphot Phetkhum) (Provincia de Nakhon Phanom, Tailandia, 18 de mayo de 1981) es un deportista olímpico tailandés que compitió en boxeo, en la categoría de peso gallo y que consiguió la medalla de plata en los Juegos Olímpicos de Atenas 2004.
Durante los Juegos Olímpicos de Pekín 2008 fue el abanderado de la selección de Tailandia.

## Palmarés internacional
| Juegos Olímpicos | Juegos Olímpicos | Juegos Olímpicos | Juegos Olímpicos |
| Año              | Lugar            | Medalla          | Prueba           |
| ---------------- | ---------------- | ---------------- | ---------------- |
| 2004             | Atenas (Grecia)  | Medalla de plata | Peso gallo       |